# Rien ne va plus (film, 1979)
Pour les articles homonymes, voir Rien ne va plus.
Pour plus de détails, voir Fiche technique et Distribution.
Rien ne va plus est un film français réalisé en 1979 par Jean-Michel Ribes.

## Synopsis
Neuf sketches (entrecoupés d'interviews et de micro-trottoirs) mettant en scène des personnages truculents qui vont jusqu'au bout de leur méchanceté, de leur impuissance ou de leur folie.
- Urgence : appelé dans un hôpital pour réparer une fuite, un plombier va se retrouver en très fâcheuse posture. Avec Jacques Villeret (Paul Flantier), Jacques François (le professeur Casternon), Philippe Brizard (l'agent d'accueil de l'hôpital), Tonie Marshall (une infirmière), Katy Amaizo (une infirmière), Micky Sébastian (l'infirmière qui emmène Flantier au bloc), Eva Darlan (Jenny Blanka), Pascal Aubier (un patient).
- Night in tube : Bouli, Jeffy et Jacky sont trois loubards qui sèment la terreur dans le métro. Avec Jacques Villeret (Bouli), Patrick Chesnais (Jeffy), Philippe Khorsand (Jacky), Jean-Michel Ribes (le guichetier), Roland Blanche (un homme sur le quai du métro), Gilbert Bahon (le passager qui se fait coller un chewing-gum), Michel Blanc (l'homme effrayé dans le couloir du métro), Michel Jonasz (le chanteur du métro), Hervé Palud (le passager au sandwich), Raymond Corinus (le passager avec l'homme au sandwich), Pierre Lafont (le passager qui se pisse dessus).
- Thérapie : Carmen, une bourgeoise distinguée, enchaîne diners mondains, opérations caritatives et vernissages avec un professionnalisme sans faille ; mais c'est dur d'être toujours en représentation, aussi a-t-elle besoin de voir un psychanalyste. Avec Micheline Presle (Carmen), Jacques Villeret (le docteur Delomien), Elisabeth Huppert (une convive), Jean-François Balmer (un convive), Philippe Khorsand (l'ecclésiastique), Pascal Aubier (Jean-Gabriel, l'artiste), Tonie Marshall (une femme au vernissage).
- Retour aux sources : Jenny, une éditrice, rend visite à l'écrivain Jacques Dubreuil, qui vit reclus à la campagne et fait tout pour faire croire qu'il est heureux. Avec Jacques Villeret (Jacques Dubreuil), Eva Darlan (Jenny Blanka), André Lacombe (un paysan), Maryse Martin (une paysanne).
- Brave Dupin : craignant les voleurs, un banlieusard a blindé sa maison de pièges ; son voisin est lui aussi armé et sur le qui-vive. Avec Michel Blanc (Marcel Dupin), Jacques Villeret (Robert Valier), Danielle Girard (Marthe Valier).
- Tout s'arrange : Florence, une serveuse un peu simplette, téléphone à une animatrice de radio à la Menie Grégoire pour lui exposer ses problèmes de famille. Avec Jacques Villeret (Florence), Judith Magre (Béatrice, l'animatrice radio), Micha Bayard (la patronne de Florence).
- Propreté : un commissaire de police, qui exerce brillamment son métier et multiplie les coups de filets, se retrouve seul quand il rentre chez lui... jusqu'à la visite d’une jeune fille. Avec Jacques Villeret (le commissaire Blandin), Patrick Chesnais (l'inspecteur Lujon), Jean-Yves Gautier (l'inspecteur Boulin), Evelyne Bouix (la jeune fille).
- Qui...qui...qui est là ? : dans un jeu télévisé, un candidat doit deviner le nom d’une personnalité cachée en lui posant juste 3 questions. Avec Jacques Villeret (Fremelin, le candidat), Eva Darlan (l'animatrice), José Artur (le présentateur), Raymond Oliver (la personnalité).
- Café La Grenade : dans un bistrot, tout le monde est un peu fou à commencer par le garçon de café, un militaire refoulé. Avec Jacques Villeret (le patron), Josine Comellas (Denise, la patronne), Roland Blanche (André, le garçon de café), François Lalande (Toussard, le client turfiste), Patrick Chesnais (Poitreneau, un client), Philippe Khorsand (monsieur Alexandre, le client bourré de TOC), Tonie Marshall (la cliente blonde), Jean-Claude Leguay (Henri, le fiancé de la cliente blonde).

## Fiche technique
- Titre original : Rien ne va plus
- Réalisation : Jean-Michel Ribes
- Scénario : Jean-Michel Ribes, Philippe Khorsand et Laurent Heynemann
- Costumes : Dorothée Nonn
- Photographie : Bernard Zitzermann
- Son : Alex Pront, Jean-Louis Ughetto, Jean-Bernard Thomasson
- Musique : Michel Rivard
- Montage : Jacques Witta
- Production : Ariel Zeitoun
- Pays de production :  France
- Langue originale : français
- Genre : comédie
- Durée : 100 minutes
- Date de sortie :
  - France : 12 décembre 1979

## Distribution
- Jacques Villeret : Henri Fisserman (prégénérique) / Paul Flantier / Bouli / le docteur Delomien / Jacques Dubreuil / Robert Valier / Florence / le commissaire Blandin / Fremelin, le candidat / le patron de La Grenade
- Patrick Chesnais : Jeffy / l'inspecteur Lujon / Poitreneau
- Philippe Khorsand : le conducteur au péage (prégénérique) / Jacky / l'ecclésiastique / monsieur Alexandre
- Eva Darlan : Jenny Blanka, l'éditrice / l'animatrice du jeu télé
- Micheline Presle : Carmen, la bourgeoise
- Tonie Marshall : une infirmière / une femme au vernissage / la cliente blonde à La Grenade
- Jacques François : le professeur Casternon
- Philippe Brizard : l'agent d'accueil à l'hôpital
- Micky Sébastian : l'infirmière qui emmène Flantier au bloc
- Pascal Aubier : un patient de l'hôpital / un voyageur dans le métro / Jean-Gabriel
- Roland Blanche : le paysan interviewé / un homme sur le quai du métro / André, le garçon de café
- Michel Blanc : l'homme effrayé dans le couloir du métro / Marcel Dupin
- Michel Jonasz : le chanteur du métro
- Gilbert Bahon : le passager qui se fait coller un chewing-gum
- Hervé Palud : le passager au sandwich
- Pierre Lafont : le passager qui se pisse dessus
- Élisabeth Huppert : une convive chez Carmen
- Jean-François Balmer : un convive chez Carmen
- Maryse Martin : une paysanne
- André Lacombe : un paysan
- Judith Magre : Béatrice, l'animatrice radio
- Micha Bayard : la patronne de Florence
- Jean-Yves Gautier : l'inspecteur Boulin
- Évelyne Bouix : la jeune fille qui rend visite au commissaire Blandin
- José Artur : le présentateur du jeu télé
- Raymond Oliver : lui-même
- Josine Comellas : Denise, la patronne de La Grenade
- François Lalande : Toussard, le client turfiste à La Grenade
- Jean-Claude Leguay : Henri, le fiancé de la cliente blonde à La Grenade

Et dans la partie micro-trottoirs :
- Anémone : une jeune femme interviewée
- Henri Crémieux : l'homme d'État interviewé
- Daniel Prévost : le manifestant interviewé